# امپراتریس لو
لو ژی (۲۴۲-۱۸۰ قبل از میلاد) ، معروف به امپراتریس لو (چینی ساده شده: 吕后 ؛ چینی سنتی: 呂后 ؛ پینیین: Lǚ Hòu) و به طور رسمی امپراتریس گائو هان (چینی ساده شده: 汉 高 后 ؛ سنتی چینی: 漢 高 后 ؛ پینیین: Hàn Gāo Hòu) امپراتریس همسر گائوزو، امپراتور بنیانگذار سلسله هان بود. آنها دارای دو فرزند شناخته شده بودند، لیو یینگ (بعداً امپراتور هوی هان) و پرنسس یوان لو. امپراتریس لو اولین زنی بود که عنوان امپراتریس چین و قدرت برتر را به خود اختصاص داد. پس از مرگ گائوزو، وی در دوران کوتاه سلطنت امپراتور هوی و جانشینان وی امپراتور کیانشائو و امپراتور هئوشائو به عنوان امپراتریس بیوه و نایب السلطنه افتخار یافت و تا زمان مرگش قدرت را در دست گرفت.
کمتر از یک سال از به سلطنت رسیدن امپراتور هوی در ۱۹۴ سال قبل از میلاد، امپراتریس بیوه لو، بانو چی (یکی از همسران صیغه ای گائوزو امپراتور فقید) را داشت که به شدت بی حد و مرز از او عمیقاً متنفر بود، او را به روشی کاملاً غیر انسانی و بیرحمانه (با شکنجه و بریدن تمامی اعضای بدنش و زنده نگه داشتن او در محله های خوکی با بدنی کاملا دریده شده، بدون اندام همچنان زنده با درد) اعدام کرد و او را "خوک انسانی" خواند. او همچنین پسر بانو چی، لیو رویی را که ۱۲ سال بیشتر نداشت مسموم کرد تا حد مرگ. امپراتور هوی از بی رحمی عجیب و غریب مادرش فوق‌العاده شوکه شد و بیش از یک سال به‌شدت بیمار شد و پس از آن دیگر درگیر امور دولتی نشد. امپراتریس بیوه لو ۱۵ سال بر صحنه سیاسی سلطه کاملی داشت تا زمان مرگ در ۱۸۰ سال قبل از میلاد و در حقیقت به عنوان عملاً امپراتریس حاکم از خاندان هان حکومت کرد.
در حالی که وی هرگز خود را به عنوان حاکم اصلی چین اعلام نکرده است، اما توانایی و قدرتی که در طول زندگی خود در کل حاکمیت امپراتوری و سیاست داشته است باعث شده بسیاری از مورخان از وی به عنوان اولین امپراتریس حاکم بر چین یاد کنند. او پس از ظهور همسرش در سال ۲۰۲ به عنوان امپراتور چین به عنوان همسر اصلی (امپراتریس) او مورد تقدیر واقع شد و حتی در سالهای ۱۹۶ تا ۱۹۵ در غیاب گائوزو مسئولیت دربار امپراتوری و پایتخت چانگان و بخش اعظم تصمیمات مهم و جدی دولتی را برعهده  داشت و برای مدت کوتاهی سلطنت کرد و پس از مرگ شوهرش به مدت ۱۵ سال توانست بر صحنه سیاسی و عمومی تسلط مطلقی یابد که بی سابقه بود و حتی برای تقریبا ۸ قرن بعد از او تا زمان ظهور امپراتریس وو که اولین و تنها امپراتور زن چین و تنها زنی که سلسله خاص خودش را داشت، زنی به اندازه او در چین قدرت نیافته بود، او زمانی قدرت را در مشت خود داشت که دوره ای سه امپراتور اسمی حکومت هان را به طور متوالی در خود دید. اگرچه او می تواند به عنوان یک حاکم توانمند و عاقل به رسمیت شناخته شود، اما سلطنت او بیشتر به دلیل نحوه برخورد با مخالفانش قابل توجه است.

## زندگی نامه و دست یابی به قدرت
او نخست میان سالهای ۲۰۲ تا ۱۹۵ پیش از میلاد مخصوصا در اواخر دوره حکومت همسرش امپراتور گائوزو در تمام تصمیم‌گیری‌های دولتی دخالت زیادی می‌کرد و نقش بسیار زیاد مهمی در تمام قانونگذاری ها، انتخابات، انتصابات و تصمیم گیری های حکومتی داشت و در کنار شوهرش بر چین فرمان راند او در طول این مدت در پشت یک پرده نحیف چوبی پنهان بود اما کاملا مشخص بود و با امپراتور بر همه امور نظارت می کرد و حتی زمانی شوهرش اغلب در پایتخت چانگآن نبود و به نبردهایش می رفت امپراتریس لو به تنهایی امور کشور را در دست داشت و یک خلال حکمرانی داشت او در طول سلطنت شوهرش زمانی که امپراتور خارج از مرکز قدرت بود او با همدستی اکثر مسئولان و مقامات گائوزو کار های کثیف را برای از بین بردن دشمنانش انجام می داد و به عنوان مثال هان شین و پنگ یو که دو پادشاه خراج گذار و ژنرال های قدرتمندی بودن که سهم بسزایی بر روی کار امدن قدرت امپراتور گائوزو داشتن به دلیل مخالفت پی در پی با امپراتریس لو قربانی خشم او شدند و به دستور لو بدن آنان را مثله کردند و تکه تکه شده بدن آنان را برای اشراف فرستاد تا دیگر کسی جرئت مقابل با او را نکند بعد از آن او با تمام مقامات دولت، اشراف، پادشاهان خراج گذار و ژنرال های عالی رتبه رابطی بسیار محکمتر و قویتری برقرار کرد که همه او را به دلیل توانایی تحسین می کردن و همچنین از بی رحمی او شدیدا می ترسیدند در اواخر سلطنت امپراتور گائوزو شخص امپراتور بیشتر توجه خود را به همسری دیگر یعنی همسر چی قرار داد و اکثر توجه را از امپراتریس لو گرفت و بخاطر همین باعث اختلاف شدید بین لو ژی و لیو بنگ شد که در آخر امپراتور خواست پسر ۱۲ ساله همسر چی را جایگزین ولیعهد خود پسر امپراتریس لو کند اما خواسته امپراتور انجام نشد زیرا لو ژی که در این زمان رابطه به شدت محکم و قدرتمندی با تمام افراد مملکتی داشت و اجازه انجام این حکم امپراتور را نداد و قدرت را برای خود و پسرش حفظ کرد، بعد از سال ۱۹۵ پیش از میلاد امپراتور گائوزو از دنیا رفت و امپراتریس لو که اکنون از سایه شوهر خود خارج شده بود خود را به عنوان امپراتریس بیوه و نایب السلطنه معرفی کرد و به دلیل این که پسرش یک حاکم کاملاً ضعیف و نسبتاً بیمار بود توانست به صورت یگانه قدرت را در دست بگیرد و بر حق خود بر چین فرمان راند وی برای پسر و نوه‌های خود نایب السلطنه قدرتمندی بود و بعد از مرگ پسرش زمانی که قدرت واقعی را حفظ کرد به دلیل کوچک بودن امپراتوران او به‌جای آنان بر چین همچنان فرمانروایی می کرد و همه چیز داشت جز نام امپراتور و بخاطر همین امپراتوران؛ کیانشائو و هئوشائو به عنوان امپراتوران دست نشانده تبدیل شدند و به عنوان حاکم به رسمیت شناخته نشدند.